# Arachnopsita uncinata
Arachnopsita uncinata är en insektsart som beskrevs av Desutter-grandcolas 1997. Arachnopsita uncinata ingår i släktet Arachnopsita och familjen syrsor. Inga underarter finns listade i Catalogue of Life.